# Fissurellidea
Fissurellidea là một chi ốc biển, là động vật thân mềm chân bụng sống ở biển trong họ Fissurellidae.

## Các loài
Các loài trong chi Fissurellidea gồm có:
- Fissurellidea genevievae Dautzenberg, 1929[2]